# Djevojačka krasnica
Djevojačka krasnica (lat. Russula puellaris) vrsta je jestive gljive iz porodice Russulaceae.

## Opis
Klobuk naraste 3-5 cm širok. Raširen je gotovo od rane mladosti, ali se ubrzo udubi. Vrlo je niježan i lomljiv, a kožica se lako guli s njega. Vlažan je, sjajan i gladak, a rub klobuka je jako rebrast. Može biti mesno ljubičaste, oker ili smeđeljubičaste boje, a na sredini je uvijek tamniji. Listići su široki 4-6 mm i prilično gusti. Vrlo su nježni i lomljivi a na namjanji dodir požute. Inače su krem boje s pjegama. Stručak je valjkastog oblika 4-6 cm visok i 0,8 do 1,2 cm debeo. Pri osnovi je nešto deblji. Površina mu je naborana, a na dodir požuti. Meso je vro tanko i nježno i u klobuku 2-3 mm debelo. U početku je bjelkasto, a potom žućkasto. Ima blag miris i sladkast okus.
Spore su jajolikog oblika i bradavičave 6,5-9,5X5,5-7 mikrometara. Otrusina je boje pijeska.
Ova gljiva raste ljeti i u jesen u crnogoričnim šumama i posebno ispod borova, ali se može naći i u listopadnim šumama.
Meso djevojačke krasnice s fenolom pocrveni ili dobije tamnu vinski crvenu boju. Sa željeznim sulfatom postane blijedoružičasto, a s alfanaftolom meso poplavi.

## Vanjske poveznice

### Sestrinski projekti
|  | Zajednički poslužitelj ima još gradiva o temi djevojačka krasnica |
|  | Wikivrste imaju podatke o taksonu djevojačkoj krasnici            |